# Helmut Kajzar
Helmut Kajzar est un dramaturge, metteur en scène et théoricien du théâtre polonais né le 18 août 1941 à Bielsko et mort le 21 août 1982 à Wrocław.
Il est le créateur du concept de « théâtre métacommunal » (ou « métacommunalité »). Il met en scène de nombreuses pièces de Tadeusz Różewicz.